# Adrian Pasdar

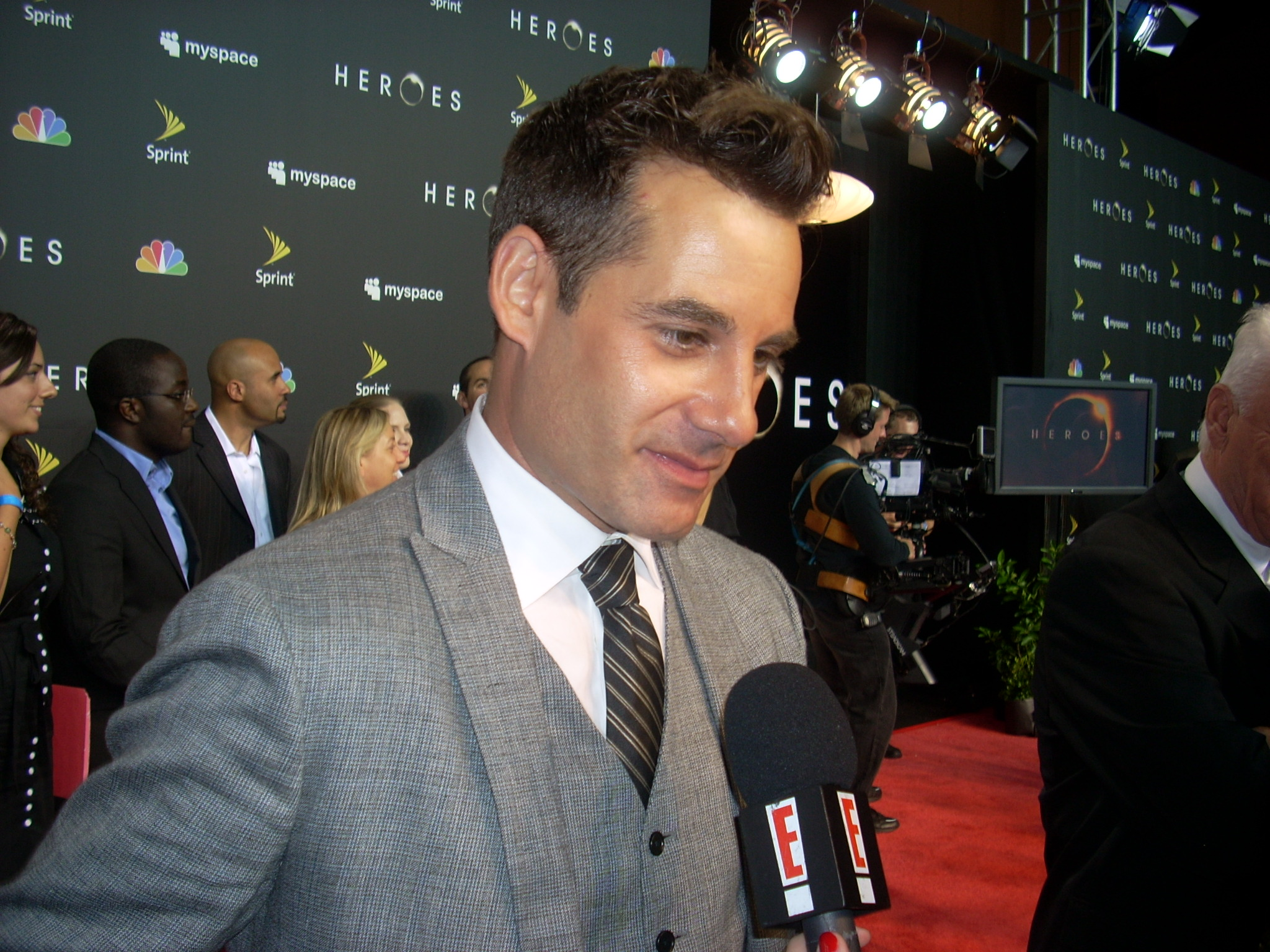
Adrian Pasdar (2008)

Adrian Kayvan Pasdar (* 30. April 1965 in Pittsfield, Massachusetts) ist ein US-amerikanischer Schauspieler und Regisseur deutsch-iranischer Herkunft.

## Leben und Karriere
Nach seinem High-School-Abschluss erhielt er ein Football-Stipendium für die University of Florida, doch ein schwerer Autounfall beendete seine Ambitionen auf eine Football-Karriere und fesselte ihn für einige Monate an den Rollstuhl. Nach der erfolgreichen Physiotherapie begann er als Kulissenbauer für die People’s Light Theatre Company zu arbeiten, wobei er sich schwer an der Hand verletzte. Da er Anspruch auf Invalidenrente erhielt, aber nicht völlig aus dem Berufsleben aussteigen wollte, verwendete er das Geld, um am Lee Strasberg Theatre and Film Institute Schauspiel zu studieren. Zudem arbeitete er nebenbei als Kellner und Kassierer.
Seine erste Filmrolle spielte er 1986 in Top Gun neben Tom Cruise. Nach einigen weiteren Filmauftritten erhielt er 1996 die Hauptrolle in der Serie Jim Profit – Ein Mann geht über Leichen, die jedoch nach kurzer Zeit abgesetzt wurde.
Danach spielte er wiederkehrende Rollen in bekannten Serien wie Für alle Fälle Amy und Desperate Housewives. Von 2006 bis 2010 spielte er in der NBC-Fernsehserie Heroes den Politiker Nathan Petrelli.
Adrian Pasdar war von 2000 bis 2017 mit Natalie Maines, Sängerin der Chicks, verheiratet und hat mit ihr zwei Söhne.

## Filmografie (Auswahl)
- 1986: Top Gun – Sie fürchten weder Tod noch Teufel (Top Gun)
- 1986: Solarfighters (Solarbabies)
- 1987: Made in USA
- 1987: Near Dark – Die Nacht hat ihren Preis (Near Dark)
- 1988: Martini Ranch – Reach (Musikvideo)
- 1989: Cookie
- 1990: Crisis (Vital Signs)
- 1990: Bruderkrieg (The Lost Capone, Fernsehfilm)
- 1991: Sommer auf Grand Isle (Grand Isle)
- 1991: Shanghai 1920 (Once Upon a Time in Shanghai)
- 1992: Just Like a Woman
- 1993: Carlito’s Way
- 1994: Quälende Erinnerung (Shadows of Desire)
- 1995: Die Sache mit den Frauen (The Pompatus of Love)
- 1996: Jim Profit – Ein Mann geht über Leichen (Profit, Fernsehserie, 8 Folgen)
- 1997: Wounded
- 1997: Skyjacker – Jagd in den Wolken (The Perfekt Getaway)
- 1999: Cement (Regie)
- 2000–2002: Mysterious Ways (Fernsehserie, 44 Folgen)
- 2002: Twilight Zone (The Twilight Zone, Fernsehserie, Folge 1x04)
- 2003: Löwen aus zweiter Hand (Secondhand Lions)
- 2003–2005: Für alle Fälle Amy (Judging Amy, Fernsehserie, 31 Folgen)
- 2005: Desperate Housewives (Fernsehserie, Folgen 2x04–2x06)
- 2006: The Dixie Chicks: Shut Up & Sing (Shut Up & Sing)
- 2006–2010: Heroes (Fernsehserie, 59 Folgen)
- 2008: Home Movie
- 2010: Iron Man (Fernsehserie, 12 Folgen, Stimme)
- 2011: Castle (Fernsehserie, Folgen 3x16–3x17)
- 2011: Die Saat des Bösen (The Terror Beneath)
- 2011–2013: The Lying Game (Fernsehserie, 29 Folgen)
- 2012: Chasing Leprechauns (Fernsehfilm)
- 2012: Political Animals (Miniserie, Folgen 1x01–1x06; Drehbuch Folge 1x06)
- 2013: Street Run – Du bist dein Limit (Run)
- 2013: Iron Man & Hulk: Heroes United (Stimme)
- 2013: Burn Notice (3 Folgen, 7x01, 7x03-7x04)
- 2013–2017: Avengers – Gemeinsam unbesiegbar! (Marvel’s Avengers Assemble, Fernsehserie, Stimme)
- 2014: Iron Man & Captain America: Heroes United (Stimme)
- 2014: The After (Fernsehfilm)
- 2013–2018: Marvel’s Agents of S.H.I.E.L.D. (Fernsehserie, 23 Folgen)
- 2016: Colony (Fernsehserie, 4 Folgen)
- 2017–2018: Supergirl (Fernsehserie, 4 Folgen)
- 2017: Lethal Weapon (Fernsehserie, Folge 2x04)
- 2020: A Fall from Grace (Fernsehfilm)
- 2022: The Rookie (Fernsehserie, Folge 4x20)
- 2024: The Exorcism